# Goyoppia sagami
Goyoppia sagami är en kvalsterart som först beskrevs av Aoki 1984.  Goyoppia sagami ingår i släktet Goyoppia och familjen Oppiidae. Inga underarter finns listade i Catalogue of Life.